# Tuğçe Altuğ
Tuğçe Altuğ (* 25. April 1987 in Istanbul) ist eine türkische Schauspielerin.

## Biografie
Altuğ studierte an der Mimar Sinan Üniversitesi. Ihr Debüt gab sie 2016 in dem Film Dünyanın En Güzel Kokusu. Anschließend bekam sie 2017 in Kelebekler eine Hauptrolle. 2018 spielte sie in der Serie Dip mit. Im selben Jahr wurde sie für die Serie Bartu Ben gecastet.
Von 2019 bis 2020 trat Altuğ in Kadın auf. Danach setzte sie 2021 ihre Karriere in Kahraman Babam fort. Ihre nächste Hauptrolle bekam sie in Fandom. Mit ihrer Leistung in dem Theaterstück „Kabileler“ gewann sie den Preis als beste Nebendarstellerin bei den 20. Afife Tiyatro Ödülleri und 21. Sadri Alışık Tiyatro ve Sinema Oyuncu Ödülleri.

## Filmografie
Filme
- 2016: Dünyanın En Güzel Kokusu
- 2017: Kelebekler
- 2019: Küçük Şeyler
- 2024: The Shallow Tale of a Writer Who Decided to Write about a Serial Killer

Serien
- 2018: Dip
- 2018: Bartu Ben
- 2019–2020: Kadın
- 2021: Kahraman Babam
- 2021–2022: Fandom